# Stende (stacja kolejowa)
Stende (ros. Стенде) – stacja kolejowa w miejscowości Stende, w gminie Talsi, na Łotwie. Położona jest na linii Windawa - Tukums.